# Gerhart-Hauptmann-Schule Grundschule Heilbronn
Die Gerhart-Hauptmann-Schule Grundschule Heilbronn ist eine Grundschule in Heilbronn. Sie ist nach Gerhart Hauptmann benannt. Sie ist seit 2017 eine Ganztagsschule und entstand 2020 aus der Gerhart-Hauptmann-Schule Grund- und Werkrealschule Heilbronn.

## Schulgeschichte
Auf dem Platz der früheren Moltkekaserne wurde 1966 die Gerhart-Hauptmann-Schule errichtet, womit die Heilbronner Schule die 18. oder 19. Gerhart-Hauptmann-Schule bundesweit wurde.
Die Schulneulinge, also die 5. und 6. Klasse besuchten den Pavillon. Nachdem die Schule bereits am 19. April 1966 für den Schulbetrieb freigegeben worden war, konnte diese am 18. Oktober 1966 auch in der Turnhalle eingeweiht werden. Im Jahr der Einweihung 1966 besuchten etwa 660 Schüler die Schule.  Noch war die Schule lediglich eine Volksschuloberstufe, als jedoch diese Hauptschule wurde, erhielt die Schule noch eine neunte Klasse. 1996/97 kam die zehnte Klasse hinzu, die Gerhart-Hauptmann-Schule wurde zur Grund- und Werkrealschule und trug den Namen Gerhart-Hauptmann-Schule Grund- und Werkrealschule Heilbronn. Standort war die Karlstraße 104 in Heilbronn. Die Schule war sowohl in der Schulsozialarbeit als auch in der Architektur bemerkenswert. Das Gebäude ist der erste sogenannte Schuster-Typ-Schule in Heilbronn. Weiterhin ist sie seit 2007 die erste Heilbronner Schule mit Ganztagesbetreuung und erhielt einen Preis für Beispielhaftes Bauen Heilbronn 1995–2004.
2019 unterrichteten 39 Lehrer etwa 630 Schüler in 25 Klassen.
Die Gerhart-Hauptmann Schule hat 2020 ihr ursprüngliches Schulgebäude an die Fritz-Ulrich-Gemeinschaftsschule übergeben und ist vorübergehend in der Adelberger Str. 8 und in Containern auf dem Mönchsee Sportplatz untergebracht. Die Gerhart-Hauptmann-Grundschule soll eigenständig bleiben und erhält einen Neubau für 16 Ganztagsklassen, der 12 Millionen Euro kosten soll.

## Architektur
Das Gebäude ist ein nach Gerhart Hauptmann benannter und nach Entwürfen von Otmar Schär und Franz-Josef Mattes (Edelmetallplatten-Turnhalle mit Glasband) gebauter Profanbau. Der Profanbau repräsentiert die lokale Bautradition der Pavillonbauweise der Sechziger und gleichzeitig die Moderne der Jahrtausendwende. Der Kunst- und Architekturhistoriker und Leiter der Unteren Denkmalpflegebehörde der Stadt Heilbronn Joachim J. Hennze bemerkt:

„'Ein fulminanter Entwurf gelang Ottmar Schär mit der neuen Gerhart-Hauptmann-Schule im Heilbronner Osten: Ein mehrstufiger langgestreckter Hauptbau mit separater Turnhalle und Anbau für Schulneulinge stimmt auf die in den Sechzigerjahren beliebte Pavillonbauweise ein.'“

Die Architektenkammer vergab für die Erweiterung der Gerhart-Hauptmann-Schule einen Preis für
Beispielhaftes Bauen Heilbronn 1995–2004 und begründet es mit der Art der raumsparenden Lösung eine neue Sporthalle zu schaffen, indem die alte Turnhalle um eine neuere Turnhalle aufgestockt wurde und dadurch der noch vorhandene Sportplatz nicht überbaut werden musste. Die Jury bemerkt dabei, dass die einheitliche Verkleidung aus Edelstahlplatten beide Turnhallen, die alte und auch die neue zu einem Gebäude verbindet. Die Edelstahlplatten reflektieren das Sonnenlicht und verändern kontinuierlich das Gesicht des Baukörpers und dadurch auch die Baumasse. In städtebaulicher Hinsicht wird das zweigeschossige Gebäude der Turnhalle dem Gebäude der Schule angeglichen.
Die Erweiterung des Ganztagesbereichs wurde 2008 mit einer Anerkennung beim Europäischen Architekturpreis Metalldächer und Metallfassaden ausgezeichnet.

### Beschreibung

#### Hauptbau (Otmar Schär)
Der erste Teil der Schule, der Hauptbau, besteht aus einem mehrstufigen und langgestreckten Schulgebäude, das als erstes Schulgebäude in Heilbronn nach dem Schuster-Typ gebaut worden ist. Bemerkenswert an diesem Bautyp von Schule, die den Namen ihres Erfinders Schuster tragen, sind die Treppenhäuser, die pro Stockwerk jeweils zu zwei Klassenzimmern führen. Dabei werden Korridore entbehrlich und die Klassenzimmer können die ganze Breite des Baukörpers beanspruchen und derart sowohl vom Norden als auch vom Süden her belichtet und entlüftet werden. Der zweite Teil ist für Spezialklassen und als Verwaltungsgebäude gebaut worden. Der dritte separate Teil der Schule besteht aus einer Turnhalle.

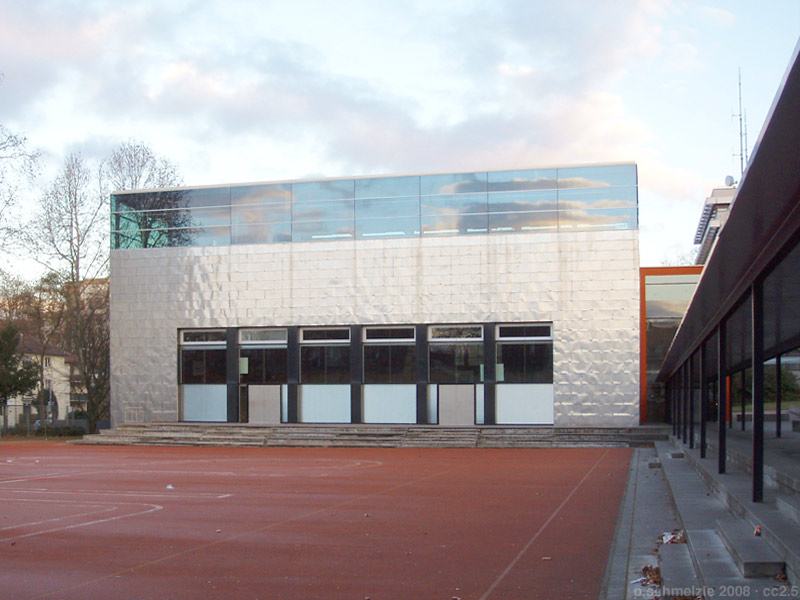
Turnhalle der Gerhart-Hauptmann-Schule

#### Turnhalle (Franz-Josef Mattes)
Im Jahr 2003 folgten der Bau einer Turnhalle und eines Erweiterungsbaus für die Gerhart-Hauptmann-Schule. Der Gemeinderat beschloss am 5. Juli 2001 die Aufstockung der bislang eingeschossigen Turnhalle um ein weiteres Stockwerk. Der Heilbronner Architekt Franz-Josef Mattes schuf einen einheitlichen Kubus, wobei der untere Teil des Kubus die alte und der obere Teil die neue Turnhalle ist. Beide Teile werden durch eine einheitliche Verkleidung aus Edelstahlplatten miteinander kombiniert und harmonisiert.
Der untere Teil der Edelstahlplatten-Verkleidung wird durch einen rechteckigen Eingangsbereich mit raumhohen Fenstertüren horizontal gegliedert, die eine maximale Belichtung der Turnhalle und eine Nutzung mit der Außenfläche zusammen erlauben. Der obere Teil der Turnhalle ist eine als Kubus gestaltete Stahlkonstruktion und hat als oberen Abschluss ein Glasband. Eine Galerieebene im ersten Obergeschoss erlaubt einen Einblick auf die Halle im Erdgeschoss.

#### Stahlzeichnung (Peter Riek)
Die Turnhalle im Erdgeschoss und die Turnhalle im Obergeschoss werden durch ein Treppenhaus miteinander verbunden, für das der Heilbronner Künstler Peter Riek eine Stahlzeichnung konzipiert hat, die 9 Meter hoch ist.
Auf dem Dach der Turnhalle wurde ein 40 m² große Solaranlage angebracht, die warmes Duschwasser gewährleistet. Die Rückseite der Turnhalle ist verputzt und hat eine orangerote Farbe bekommen mit drei Loggien. Die neue Turnhalle und andere Umbaumaßnahmen kosteten 3,68 Mio. EUR. Die Turnhalle wird als Kunstbau beschrieben.

#### Pavillonschule (Fritz Stucky und Rudolf Meuli)
Eine der Pavillonschulen in Heilbronn ist die Außenstelle der Gerhart-Hauptmann-Schule. Sie ist ein Pavillon an der Siebennussbaumstraße bzw. Karlstr. 145–147 in Heilbronn, das am 30. Mai 1961 eingeweiht worden ist. Das Gebäude wurde in Fertigbauweise von einem Unternehmen in Göppingen nach dem Patent von Stucky & Neuli erstellt, per Tieflader nach Heilbronn transportiert und mit einem Kran auf das Fundament gestellt. Die Fertigbauteile verfügten jeweils über einen Stahlrahmen, die ein Verschraubung der Bauteile untereinander und eine Verankerung der Bauteile mit dem Fundament erlaubten. Das Gebäude ist für fünf Klassen an der Siebennußbaumstraße/Karlstraße auf einem 42 Ar großen Grundstück konzipiert worden.

## Pädagogische Arbeit, Ausstattung und Angebote

### Ausstattung und Angebote
Es stehen Musikinstrumente und auch eine Schulbücherei zur Verfügung.

### Schulsozialpädagogik
Sie ist die erste Heilbronner Schule mit Ganztagesbetreuung.

## Öffentlichkeitsarbeit

### Förderverein
Im Jahr 1973 wurde für die Unterstützung von Erziehung und Bildung an der Gerhart-Hauptmann-Schule ein Förderverein gegründet. Die Beschaffung von Musikinstrumenten oder die Aufstockung der Schulbücherei konnten mit der finanziellen Unterstützung des Vereins erfolgen.

### Partnerschulen
Die Adile-Mermerci-Schule im Stadtteil Gökova der Stadt Akyaka in der Türkei, ist die Partnerschule der Heilbronner Gerhart-Hauptmann-Schule.